# Fabriciana juldana
Fabriciana juldana är en fjärilsart som beskrevs av Reuss 1922. Fabriciana juldana ingår i släktet Fabriciana och familjen praktfjärilar. Inga underarter finns listade i Catalogue of Life.